# Fińscy posłowie do Parlamentu Europejskiego 1996–1999
Fińscy posłowie IV kadencji do Parlamentu Europejskiego zostali wybrani w wyborach przeprowadzonych 20 października 1996 – pierwszych po akcesie Finlandii do Unii Europejskiej. Wybrani posłowie zastąpili członków delegacji krajowej zasiadającej w PE od 1995.

## Lista posłów
Wybrani z listy Partii Koalicji Narodowej (EPP)
- Raimo Ilaskivi
- Ritva Laurila, poseł do PE od 13 kwietnia 1999
- Marjo Matikainen-Kallström
- Jyrki Otila

Wybrani z listy Partii Centrum (ELDR)
- Samuli Pohjamo, poseł do PE od 13 kwietnia 1999
- Mirja Ryynänen
- Kyösti Virrankoski
- Paavo Väyrynen

Wybrani z listy Socjaldemokratycznej Partii Finlandii (PES)
- Jörn Donner
- Riitta Myller
- Reino Paasilinna
- Pertti Paasio

Wybrani z listy Sojuszu Lewicy (EUL/NGL)
- Inna Ilivitzky, poseł do PE od 13 kwietnia 1999
- Esko Seppänen

Wybrana z listy Ligi Zielonych (G)
- Heidi Hautala

Wybrana z listy Szwedzkiej Partii Ludowej (ELDR)
- Astrid Thors

Byli posłowie IV kadencji do PE
- Sirkka-Liisa Anttila (Partia Centrum), do 30 marca 1999
- Outi Ojala (Sojusz Lewicy), do 28 marca 1999
- Kirsi Piha (Partia Koalicji Narodowej), do 30 marca 1999